# Quái vật hồ Thetis

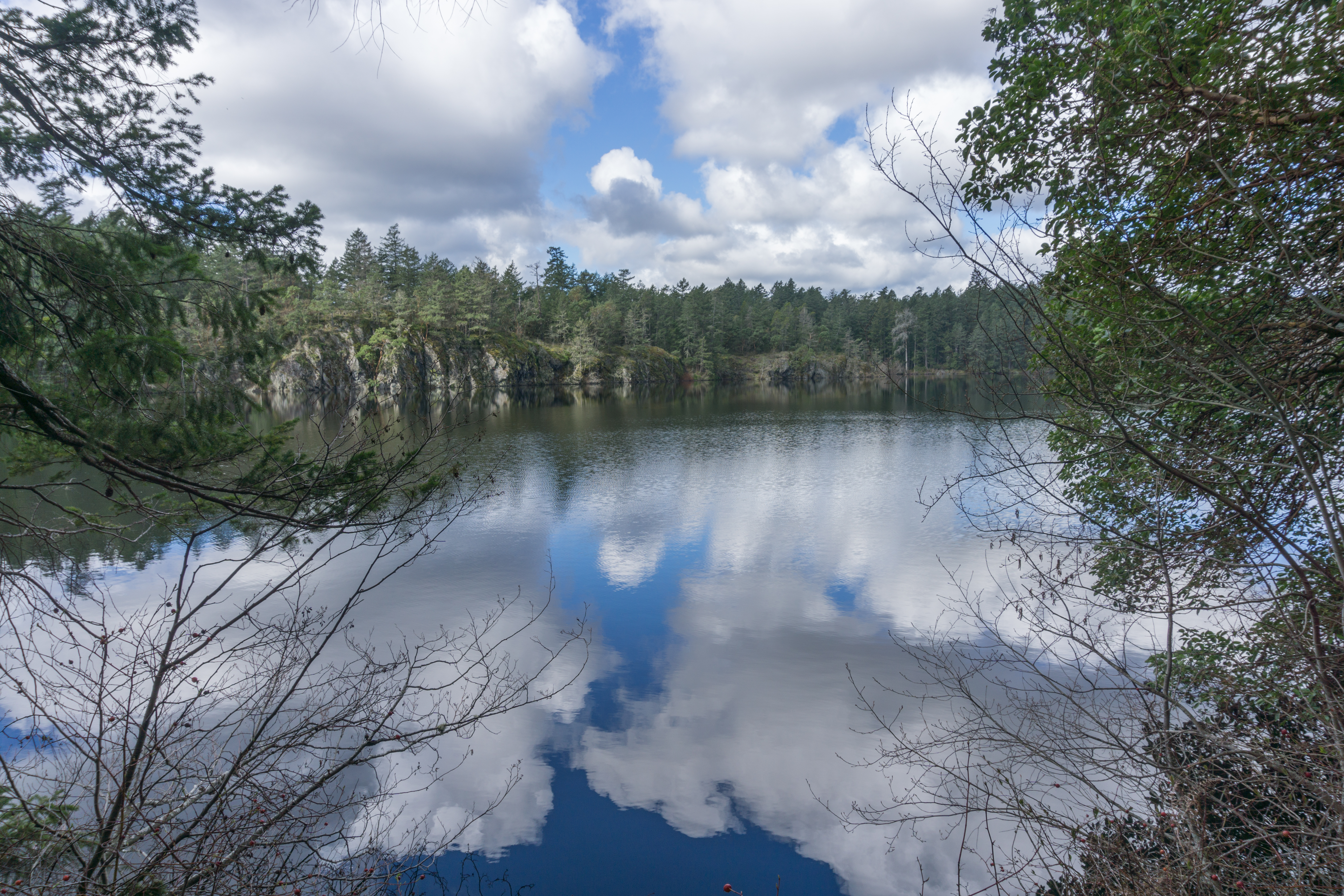
Khung cảnh hồ Thetis.

Quái vật hồ Thetis là một sinh vật huyền thoại và là trò lừa bịp được thừa nhận ở Victoria, British Columbia, Canada. Năm 1972, hai cậu thiếu niên tuyên bố chính mắt họ đã nhìn thấy một con quái vật xuất hiện từ bãi biển hồ Thetis. Mô tả về sinh vật mà các thiếu niên đưa ra trùng khớp với mô tả về Gill-man từ bộ phim năm 1954 có tựa đề Creature from the Black Lagoon.

## Lịch sử
Ngày 22 tháng 8 năm 1972, tờ Victoria Daily Times đưa tin rằng hai cậu thiếu niên địa phương tuyên bố đã tận mắt nhìn thấy một sinh vật có "da vảy bạc, móng vuốt sắc nhọn và có gai trên đầu" khi đang bơi ở bãi biển hồ Thetis vào buổi tối. Cánh báo chí mô tả sinh vật này gần giống với Gill-man từ bộ phim Creature from the Black Lagoon. Cảnh sát Kỵ binh Hoàng gia Canada đã điều tra nhưng không tìm thấy bằng chứng nào cả. Hai cậu bé khác đang câu cá ở bờ hồ đối diện khẳng định cũng đã nhìn thấy con quái vật này. Tuy vậy, khi nhà văn Daniel Loxton tìm tới liên lạc với một trong những người này nhiều năm sau đó, ông thừa nhận là họ đã bịa đặt ra câu chuyện này nhằm thu hút sự chú ý mà thôi.
Loxton phát hiện ra rằng mô tả của cậu bé về con quái vật có vảy – trong đó có cái đầu nhọn và mang lớn giống như tai — khớp chính xác với con quái vật xuất hiện trong bộ phim Monster From The Surf, which được phát sóng trên truyền hình địa phương vài ngày trước vụ chứng kiến của hai cậu bé này. Theo lời Loxton cho biết "truyền hình địa phương đã trình chiếu một bộ phim kể về một thực thể mang vảy hình người tấn công đám thiếu niên trên bãi biển vào lúc tối. Bốn ngày sau, đám thiếu niên địa phương cho biết bọn họ đã bị một con quái vật có vảy tấn công tại bãi biển Thetis sau khi trời tối".